# Sanchezia ecuadorensis
Sanchezia ecuadorensis är en akantusväxtart som beskrevs av Emery Clarence Leonard. Sanchezia ecuadorensis ingår i släktet Sanchezia och familjen akantusväxter. Inga underarter finns listade i Catalogue of Life.